# Герб Українки
Герб Українки — офіційний символ міста Українка Київської області, затверджений 12 вересня 2003 року рішенням Української міської ради.

## Опис
Герб міста Українка є іспанським щитом із традиційним золотим обрамленням і мурованою короною на лицьовій стороні, на блакитному тлі якої зображено подвійне срібне вітрило над червоною блискавкою, а вгорі стилізований символ трипільської культури — золоте колесо з 12 спицями на фоні багряного сонця з двадцятьма променями.

## Символіка герба
Іспанський щит як основа герба Українки та міська мурована корона відповідають загальним правилам методичних рекомендацій з питань місцевої геральдики і прапорництва. Блакитний колір щита символізує небо і воду річок Дніпра, Стугни і Козинки, на яких розташована Українка. Основним елементом герба є вітрило, яке символізує спрямованість громади міста на розвиток, прагнення до кращого майбутнього, рух уперед. Золоте колесо на багряному сонці — стародавній символ трипільської культури, з нащадками якої жителі міста ототожнюють себе. Червона блискавка — символ енергетики та, зокрема, Трипільської ТЕС, з будівництва якої почалося будівництво Українки як міста, і яка є основою життєдіяльності міста сьогодні.